# Asyprocessa
Asyprocessa là một chi bướm đêm thuộc họ Erebidae.

## Các loài
- Asyprocessa wapi Fibiger, 2010
- Asyprocessa laevi Fibiger, 2010
- Asyprocessa spinus Fibiger, 2010